# Université de Silésie
Ne pas confondre avec l'université tchèque Slezská univerzita v Opavě (Université de Silésie à Opava)
;
L'université de Silésie à Katowice (en polonais Uniwersytet Śląski w Katowicach, communément abrégé en UŚ) a été fondée le 8 juin 1968 à Katowice en Pologne. 
Elle tire son nom de son emplacement géographique, la Silésie.
L'université de Silésie à Katowice comprend environ 37 000 étudiants. Elle possède aussi des campus et des facultés hors de Katowice, dans les villes de Sosnowiec, Rybnik, Chorzów, Jastrzębie Zdrój, et Cieszyn.
L'université est affiliée aux programmes suivants :
- Socrates-Erasmus, Socrates-Lingua, Leonardo da Vinci 2, CEEPUS, CIRCEOS, IAU, CRE[Quoi ?], AUDEM, IAUP, CBUR, etc.

En 2017, Times Higher Education a classé l'université dans la catégorie 801-1000 dans le monde.

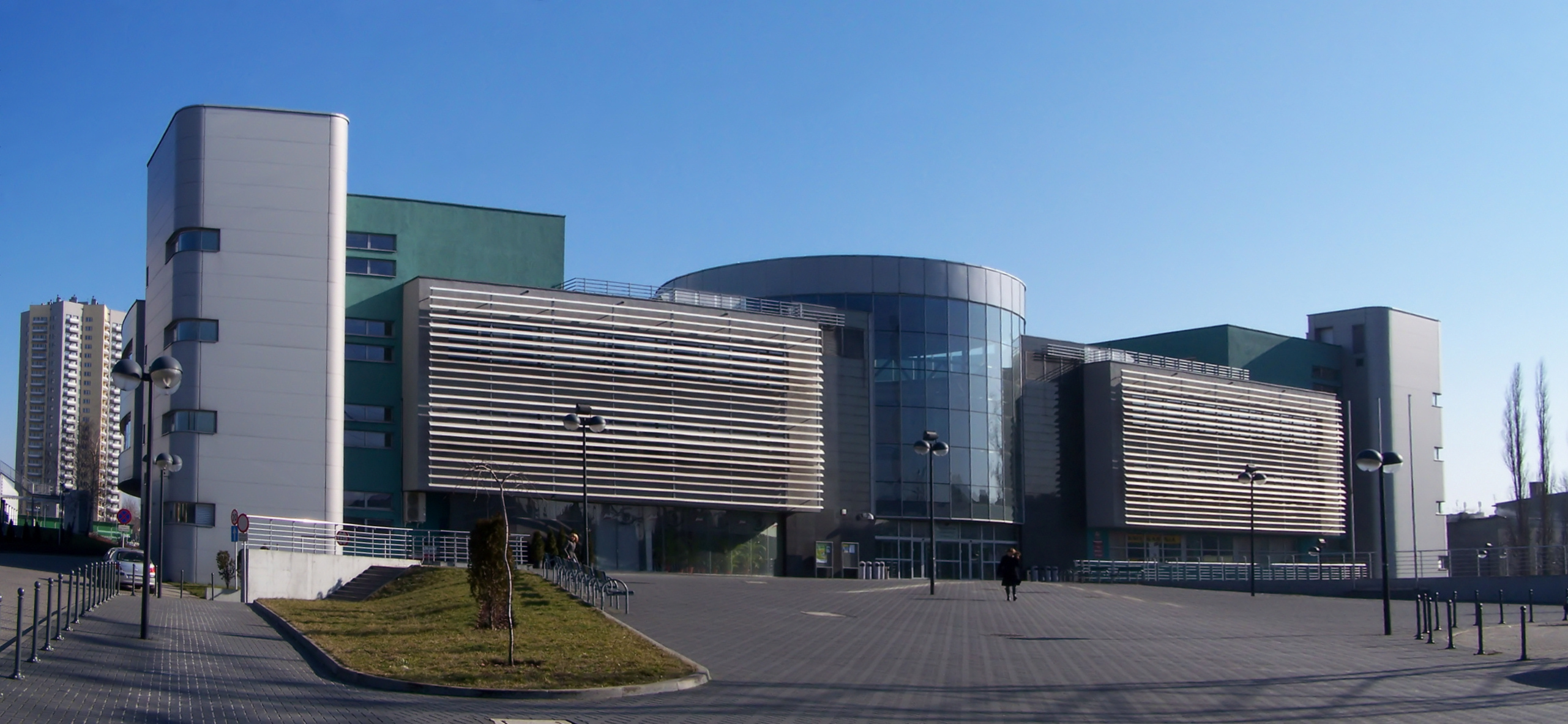
Faculté de droit et d'administration.

## Facultés
- Arts (Wydział Artystyczny)[3] : Institut de musique et Institut des beaux-arts, l'Alliance française de Cieszyn travaillait étroitement avec elle.
- Biologie et Écologie (Wydział Biologii i Ochrony Środowiska)
- Droit et Administration (Wydział Prawa i Administracji)
- Ethnologie et Sciences de l'Éducation (Wydział Etnologii i Nauk o Edukacji)[3]
- Informatique et Sciences des matériaux (Wydział Informatyki i Nauki o Materiałach)
- Mathématiques, Physique et Chimie (Wydział Matematyki, Fizyki i Chemii)
- Pédagogie et Psychologie (Wydział Pedagogiki i Psychologii)
- Philologie - lettres et langues (Wydział Filologiczny)[4]  L'Alliance française de Katowice travaille étroitement avec elle.
- Radio et Télévision (Wydział Radia i Telewizji im. Krzysztofa Kieślowskiego)
- Sciences de la Terre (Wydział Nauk o Ziemi)[4]
- Sciences sociales (Wydział Nauk Społecznych)
- Théologie (catholique romaine) (Wydział Teologiczny)

### Autres composantes
- École de gestion de Chorzów (Szkoła Zarządzania w Chorzowie).
- École internationale des sciences politiques de Katowice (Międzynarodowa Szkoła Nauk Politycznych w Katowicach) rattachée à la faculté de sciences sociales.

## Personnalités liées
Ancien(ne)s élèves
- Marzena Czarnecka, ministre de l'Industrie et de l'Énergie (2023- )
- Monika Anna Rosa, femme politique et politologue